# Herman Heine Goldstine
Herman Heine Goldstine, född den 13 september 1913 i Chicago, död den 16 juni 2004 i Bryn Mawr, Pennsylvania, var en amerikansk matematiker och datavetare. Han var en av ingenjörerna bakom ENIAC, den första av de moderna, elektroniska datorerna.

## Biografi
Goldstine fick sin utbildning vid universitetet i Chicago, med Phi Beta Kappa grundexamen i matematik 1933, magisterexamen 1934 och doktorsgrad 1936. Under tre år var han forskarassistent hos Gilbert Ames Bliss, en auktoritet på den matematiska teorin om extern ballistik.
År 1939 började Goldstine en lärarkarriär vid University of Michigan, där han arbetade där som professor tills USA gick i andra världskriget, då han började en tjänstgöring i armén. Han gifte sig 1941 med Adele Katz, som var en av programmerarna av ENIAC, och skrev den tekniska beskrivningen för datamaskinen 1945. Tillsammans med matematikern John von Neumann har han även angivit principerna för den moderna datorn och dess programmering.
Efter sin pensionering blev Goldstine verkställande direktör för American Philosophical Society i Philadelphia under åren 1985 – 97, dit han kunde locka många prestigefyllda besökare och föreläsare.
Goldstine dog 2004 i sitt hem i Bryn Mawr, Pennsylvania efter en lång kamp mot Parkinsons sjukdom. Hans död tillkännagavs av Thomas J. Watson Research Center i Yorktown Heights, New York, där ett forskarstipendium instiftades till hans minne.

## Utmärkelser och hedersuppdrag
- Harry H. Goode Memorial Award (1979)
- National Medal of Science (1983)
- Hall of Fame of the Army Ordnance Department (1997)
- Benjamin Franklin Medal for Distinguished Achievement in the Sciences of the American Philosophical Society (1997).[1]
- IEEE Computer Society Pioneer Award
- ledamot av National Academy of Science
- ledamot av American Academy of Arts and Sciences
- ledamot av American Philosophical Society